# Bonnut
Bonnut – miejscowość i gmina we Francji, w regionie Nowa Akwitania, w departamencie Pireneje Atlantyckie.
Według danych na rok 1990 gminę zamieszkiwały 682 osoby, a gęstość zaludnienia wynosiła 31 osób/km² (wśród 2290 gmin Akwitanii Bonnut plasuje się na 589. miejscu pod względem liczby ludności, natomiast pod względem powierzchni na miejscu 459.).